# Strašák (kniha)
Strašák je název románu oceňovaného amerického spisovatele Michaela Connellyho z roku 2009. Jedná se o Connellyho dvacátou první knihu (dvacátý román), a v pořadí druhou knihu v hlavní roli s reportérem Jackem McEvoyem. V knize se objeví také postava agentky FBI Rachel Wallingové. Strašák volně navazuje na děj Connellyho knihy Básník z roku 1996, ale oficiálním pokračováním Básníka je Connellyho kniha Temné proudy z roku 2004.
Ačkoliv se Jack McEvoy objevil ve dvou Connellyho knihách s Harrym Boschem (Temnější než noc a Rozsudek ráže 9) a Rachel Wallingové se objevila ve třech jeho knihách (Temné proudy, Park ozvěn a Vyhlídka), tohle je od knihy Básník poprvé, kdy se opět objevili spolu.

## Děj knihy
Příběh začíná v okamžiku kdy Jack McEvoy dostane výpověď z Los Angeles Times, protože se noviny dostaly do finančních potíží. Dostane dva týdny na vyškolení Angely Cookové, své náhrady pro policejní sloupek, a rozhodne se, že než nadejde jeho poslední den v redakci pokusí se ještě napsat jeden velký článek. Jack se zaměří na šestnáctiletého drogového dealera Alonza Winslowa, který se přiznal, že brutálně znásilnil jednu ze svých zákaznic, nasadil jí na hlavu plastový pytel, a její tělo ukryl do kufru auta. Angela je však krásná a ambiciózní mladá reportérka a rychle se také zapojí do práce na tomto příběhu. Když však Jack získá přístup k informacím o případu, zjistí, že Alonso se přiznal pouze ke krádeži auta s mrtvolou v kufru, ale ke znásilnění a vraždě se nepřiznal. Při zjišťování informací o obětech, které skončily ukryté v kufru auta, narazí Angela na internetu náhodou na informace o podobných vraždách v Las Vegas. Angelin výzkum však aktivuje "past", kterou na internetu nastražil skutečný vrah Wesley Carver. Carver vystudoval MIT a působí jako vedoucí bezpečnosti "serverové farmy" nedaleko Phoenixu. S ohledem na jeho funkci mu tady všichni přezdívají "Strašák" farmy. Carver se nabourá do Angelina emailu v redakci Times a zjistí, že Jack má namířeno do Las Vegas. Vymyslí si tedy falešnou pohotovost s firemními daty a vyrazí na služební cestu do Los Angeles.
Následující den Jack zjistí, že žádná z jeho kreditních karet nefunguje, a protože nefunguje ani jeho mobilní telefon, pořídí si nový telefon s předplaceným kreditem. Nashromážděné informace o případu vraždy v Los Angeles Jack ukáže právnímu zástupci odsouzeného vraha z Las Vegas, a ten mu zařídí povolení k návštěvě svého klienta, který sedí ve vězení až v Nevadě. V průběhu dlouhé cesty po "nejosamělejší cestě v Americe" Jack zavolá své bývalé přítelkyni agentce FBI Rachel Wallingové, se kterou nemluvil již mnoho let, a řekne jí, že je na stopě sériového vraha, který dosud unikal pozornosti. Zmíní se jí také o nepříjemnostech s jeho mobilem a platebními kartami. Po příjezdu do věznice zjistí, že se s vězněm bude moci setkat až následující den, a tak si zarezervuje pokoj v místním hotelu. Cestou na pokoj Jack zahlédne u automatů nějakého kovboje s dlouhými licousy. Když pak zamíří ke svému pokoji všimne si, že kovboj vyrazil chodbou přímo k němu. Když otevře dveře pokoje spatří v něm Rachel a kovboj jen rychle projde kolem. Rachel přiletěla soukromým letadlem FBI hned poté, co došla k závěru, že Jackova zjištění a jeho problémy s elektronikou spolu mohou souviset, ale neměla jinou možnost jak  jej varovat. Rachel s Jackem zjistí, že "kovboj" se v hotelu vůbec neubytoval a dojdou k podezření, že to mohl být onen vrah. Při telefonátu do redakce Timesů Jack navíc zjistí, že Angela zmizela. Rachel a Jack se díky letadlu FBI rychle přesunou zpátky do Los Angeles, a během letu si Rachel důkladně prostuduje dostupné materiály a poznámky. Zjistí, že obě zavražděné ženy byly exotické tanečnice s podobnou stavbou těla (typ žirafa) a obě měly na nohách nasazené kovové želízka zvané železná panna, zatímco byly sexuálně zneužity a následně zabity. Tato úchylka je známá jako abasiofílie. Po příjezdu se Rachel přizná, že její poslední vztah s jedním policejním detektivem skončil částečně proto, že k Jackovi stále něco cítila. Poté však pod Jackovou postelí objeví mrtvolu jeho kolegyně Angely, která byla zavražděna stejným způsobem jako předchozí oběti.
Jack je zproštěn podezření z Angeliny vraždy díky Rachelině svědectví, a Alonzo a vězeň odsouzený za vraždy v Las Vegas jsou díky novým důkazům propuštěni na svobodu. FBI se podaří vypátrat spojení mezi nastraženou webovou stránkou a Billem Denslowem, což je falešné jméno použité jedním anonymním klientem Carverovy serverové farmy. Jack je pozván na rozhovor o případu do CNN, a Rachel je předvolána před disciplinární komisi a posléze je přinucena rezignovat na svou funkci, aby se vyhnula trestnímu stíhání za "krádež" letadla při cestě do Nevady. Carver za pomoci svého asistenta, kterému dal přezdívku Freddie Stone, zavraždí ředitele své firmy a pak dá výpověď. Jack dojde k závěru, že sériový vrah musel mít přístup k neveřejným právním informacím o svých obětech. Brzy zjistí, že všechny oběti byly zastupovány právnickými firmami, o jejichž servery se stará stejná serverová farma, v níž byla vytvořena Carverova webová stránka s nastraženou pastí. Jack přemluví Rachel, aby se společně vydávali za potenciální klienty a jeli si s Carverem promluvit. Carver při setkání předstírá, že jejich pravé identity nezná a podstrčí jim informace které je přivedou až ke Stoneově domu. Tady ho identifikují jako "kovboje" z hotelu a objeví důkazy spojující ho s vraždami. Přivolají tedy FBI a Rachel díky nalezení vraha získá zpět svou práci. Jack se vrátí zpátky do Los Angeles a vydá se do Rachelina hotelu aby se s ní rozloučil. V jejím pokoji však zjistí, že ji jen před chvílí unesl Stone. Vyrazí rychle za ním a podaří se mu Rachel zachránit, když ji objeví v bezvědomí v prádelním koši. Pak pronásleduje Stonea až na střechu hotelu, kde ho ve rvačce ho zabije. Rachel prozradí Jackovi, že FBI pracuje s hypotézou, že vrahové byli dva - jedním byl Stone a druhým Angelin vrah. Rachel a tým z FBI získají s Carverovou pomocí důkazy o tom, že všechny vraždy spáchal Stone společně s nezvěstným ředitelem Carverovy firmy.
Na základě proběhnutých událostí v Timesech Jackovi nabídnou zrušení jeho výpovědi, i přesto že kvůli jeho zapojení do případu nemůže článek napsat. Jack to však odmítne a místo toho přijme nabídku na sepsání dvoudílné knihy o celém případu. V kanceláři svého editora Jack zahlédne fotku z Čaroděje ze země Oz a uvědomí si, že způsob jakým byly oběti udušeny připomíná svým provedením hlavu klasického strašáka, jen s tím, že namísto pytloviny vrah použil plastový pytel. Okamžitě se vydá do Arizony, aby varoval Rachel. Ta tomu všemu včetně spojení skutečného Freda Stones a Billa Denslowa moc nevěří, ale sejdou se spolu v kavárně s webovou kamerou blízko serverové farmy. Jack brzy dojde k závěru, že "Strašák" je sleduje přes webkameru. Carver skutečně jejich diskuzi pozoruje a připraví past na agenty FBI, kteří se za ním vydají. Carver má v plánu agenty zabít a nafingovat svou vlastní smrt. Jack však jeho plán odhalí a následně překazí, a když se ho Carver pokusí napadnout střelí ho Rachel do hlavy a Carver upadne do hlubokého kómatu. V krátkém epilogu Jack při svém průzkumu zjistí, že Carverova matka byla ve skutečnosti exotickou tanečnicí s podobným vzhledem jako jeho oběti, a když právě nevystupovala, musela na nohách nosit kovové výztuhy.
Příběh končí zmínkou o Carverovi, který skončil v hlubokém kómatu ponechán svým vlastním myšlenkám.

## Doprovodný materiál
Connelly napsal scénář a ujmul se produkce doprovodného videa ke knize a také série tří krátkých videií nazvaných "Konflikt zájmu". Režie se ujal Terrill Lankford a videa přibližují roli Rachel Wallingové v událostech, které předcházejí této knize. Videa byla zveřejněna na YouTube: 
- The Scarecrow
- Conflict of Interest, Chapter One
- Conflict of Interest, Chapter Two
- Conflict of Interest, Chapter Three